# 吳啟進
吳啟進（？—？），福建泉州府晉江縣人，清朝政治人物。
吳啟進為康熙三十五年（1696年）丙子科舉人。曾任福建福州府府學教授。雍正四年（1726年）六月調任臺灣府儒學教授。後升湖北光化縣知縣。